# X Games Norvegia 2019
Gli X Games Norvegia 2019 sono stati l'ottava edizione della manifestazione organizzata dalla ESPN e si sono tenuti il 31 agosto a Fornebu.

## Risultati

### Snowboard
| Evento | Evento  | Oro            | Argento       | Bronzo       |
| Uomini | Big Air | Maxence Parrot | Sven Thorgren | Yūki Kadono  |
| Donne  | Big Air | Anna Gasser    | Kokomo Murase | Julia Marino |

### Freestyle
| Evento | Evento  | Oro            | Argento        | Bronzo                 |
| Uomini | Big Air | Alexander Hall | Henrik Harlaut | Alex Beaulieu-Marchand |
| Donne  | Big Air | Tess Ledeux    | Giulia Tanno   | Mathilde Gremaud       |

### Skateboard
| Evento | Evento | Oro            | Argento       | Bronzo         |
| Uomini | Street | Ishod Wair     | Luan Oliveira | Kelvin Hoefler |
| Donne  | Street | Aori Nishimura | Pamela Rosa   | Mariah Duran   |

### Moto cross
| Evento | Evento              | Oro            | Argento        | Bronzo        |
| Uomini | Best Trick          | Jackson Strong | Rob Adelberg   | Josh Sheehan  |
| Uomini | Best Whip           | Jarryd McNeil  | Genki Watanabe | Tyler Bereman |
| Uomini | Quaterpipe High Air | Corey Creed    | Axell Hodges   | Tyler Bereman |

## Medagliere
| Pos.   | Paese       | Oro | Argento | Bronzo | Totale |
| ------ | ----------- | --- | ------- | ------ | ------ |
| 1      | Australia   | 3   | 1       | 1      | 5      |
| 2      | Stati Uniti | 2   | 1       | 4      | 7      |
| 3      | Giappone    | 1   | 2       | 1      | 4      |
| 4      | Canada      | 1   | 0       | 1      | 2      |
| 5      | Francia     | 1   | 0       | 0      | 1      |
| 5      | Austria     | 1   | 0       | 0      | 1      |
| 7      | Brasile     | 0   | 2       | 1      | 3      |
| 8      | Svezia      | 0   | 2       | 0      | 2      |
| 9      | Svizzera    | 0   | 1       | 1      | 2      |
| Totale | Totale      | 9   | 9       | 9      | 27     |